# Bourg de Shanxu
Le bourg de Shanxu (chinois simplifié : 山圩镇 ; chinois traditionnel : 山圩鎮 ; pinyin : Shānxū Zhèn; Zhuang : Sanhih Cin) est un district administratif de la région autonome Zhuang du Guangxi en Chine. Il est placé sous la juridiction de la Xian de Fusui.

## Démographie
La population du district était de 38 000 habitants en 2011.

## Subdivisions administratives
Le bourg de Shanxu exerce sa juridiction sur deux subdivisions - 1 communauté résidentielle et 11 villages.
Communauté résidentielle：
- Shanxu(山圩社区)

Villages:
- Qutou(渠透村), Nali(那利村), Bayin(坝引村), Kunlun(昆仑村), Pingtian(平天村), Napai(那派村), Pinggao(平搞村), Na bai(那白村), Yubai(玉柏村), Jiuta(九塔村), Naren(那任村)